# باول روبرتسون
باول روبرتسون (بالإنجليزية: Paul Robertson)‏ هو رسام رسوم متحركة أسترالي، ولد في 9 أغسطس 1979 في غيلونغ في أستراليا.

## وصلات خارجية
- باول روبرتسون على موقع IMDb (الإنجليزية)
- باول روبرتسون على موقع ميوزك برينز (الإنجليزية)
- باول روبرتسون على موقع قاعدة بيانات الفيلم (الإنجليزية)